# Anoushka Garin
Pour les articles homonymes, voir Garin.
Anoushka Garin, de son nom d'artiste Anoushka, est une actrice polonaise née le 16 avril 1978 à Bielawa en Basse-Silésie.
Elle est spécialisée dans le cinéma fantastique et le cinéma érotique saphique.

## Filmographie
- 2001 : Way to Love
- 2002 : Play-Mate of the Apes : lieutenant Pushkintucushkin
- 2002 : Rocco in London
- 2002 : Vampire Obsession : Wendy / Trixie
- 2002 : Teenage Seduction : la nonne sexy
- 2002 : Single White Female Seeks (série télévisée)
- 2002 : Sex Analyst
- 2003 : The Lord of the G-Strings: The Femaleship of the String : Benadryl
- 2003 : Secret Video Diary of a Lesbian Nympho (série télévisée)
- 2004 : Kleine Luder
- 2004 : Pink Velvet 2: The Loss of Innocence : Anoushka, la belle-mère de Jo
- 2004 : Sexy American Idle : Maria Snart
- 2004 : The Erotic Diary of Misty Mundae : l'amie sexy
- 2005 : The Girl Who Shagged Me : la déesse de la luxure
- 2006 : An Erotic Werewolf in London : Anoushka le Werewolf
- 2007 : Darian Caine Exposed : la fille fantaisie